# Торндайк, Карен
Карен Торндайк (англ. Karen Thorndike; род. 1942) — первая американка, совершившая в одиночку кругосветное плавание без посторонней помощи и попавшая в Книгу рекордов Гиннеса.

## Биография
Родилась в городе Снохомиш, штат Вашингтон, в 1942 году.
Стала первой американской женщиной, совершившая в одиночку кругосветное плавание без посторонней помощи. Своё путешествие протяжённостью 33 000 миль она начала в возрасте 53 лет и завершила в 1998 году на 36-футовой яхте Amelia, названной в честь Амелии Эрхарт — пионера американской авиации.
Интерес к парусному спорту у Карен появился в начале 1980-х годов. Взяв несколько уроков управления парусным судном, она начала участвовать в гонках из Гавайев в Сиэтл. После одной из таких регат она стала мечтать о кругосветном путешествии. Когда она поделилась своим замыслом с членами своего экипажа, те не поверили, что такое возможно, и стали отговаривать коллегу от такой затеи. Карен Торндайк решила держать свои планы в тайне и купила соответствующую морскую яхту.
Стартовав одной, во время своей кругосветки она обогнула пять «Великих мысов» и успешно завершила плавание в Сан-Диего, откуда и стартовала. За это достижение Книга рекордов Гиннесса признала Торндайк первой американкой, совершившей в одиночку кругосветное плавание. В 1999 году Карен Торндайк была награждена медалью «Blue Water Medal» Круизного клуба Америки.
В настоящее время Торндайк проживает в штате Вашингтон.